# Раннее воскресное утро
«Раннее воскресное утро» (англ. Early Sunday Morning) — картина американского художника- реалиста Эдварда Хоппера, написанная в 1930 году.

## Описание
На картине изображены малые предприятия и магазины на Седьмой Авеню в Нью-Йорке вскоре после восхода солнца. пустая улица и витрины магазинов являются представлением ужасного состояния города во время Великой депрессии. Изображение было основано на здании неподалеку от студии Хоппера, однако, несколько незначительных деталей были изменены, например, уменьшены размеры дверных проемов и надписи на витринах.
В настоящее время находится в коллекции Музея американского искусства Уитни.

## Критика
Ученый Карал Энн Марлинг отмечает, что работа Эдварда Хоппера «является вдохновляющей прелюдией для тех, кто бодрствует в ночи». По словам американского художественного критика Блейка Гопника, «глубокий консерватизм картины и ее очевидное, почти полемическое сопротивление самому амбициозному европейскому искусству своего времени. В разгар депрессии в Америке этот консерватизм является такой же частью сюжета картины, как и закрытые магазины, которые она изображает». Картина стала источником вдохновения для других произведений искусства. Примерами служат поэма Байрона Вазакаса «Раннее воскресное утро» и одноименная поэма Джона Стоуна.